# Viviers-du-Lac
Viviers-du-Lac település Franciaországban, Savoie megyében. Lakosainak száma 2282 fő (2022. január 1.). Viviers-du-Lac Aix-les-Bains, Le Bourget-du-Lac, Drumettaz-Clarafond, Méry, Sonnaz, Tresserve és Voglans községekkel határos.

## Népesség
A település népessége az elmúlt években az alábbi módon változott:
| Lakosok száma | 2156 | 2203 | 2270 | 2235 | 2253 | 2269 | 2286 | 2271 | 2282 |
|               | 2013 | 2015 | 2016 | 2017 | 2018 | 2019 | 2020 | 2021 | 2022 |